# ایمسهایم
ایمسهایم (به آلمانی: Eimsheim) یک شهر در آلمان است که در ماینتس-بینگن واقع شده‌است. ایمسهایم  ۵۹۳ نفر جمعیت دارد.